# Mezquita Üç Şerefeli
La mezquita Üç Serefeli  (en turco: Üç Şerefeli Camii) es una mezquita otomana del siglo XV de Edirne, Turquía.

## Historia
La mezquita Üç Serefeli fue un encargo del sultán Murat II y fue construida entre 1438 y 1447. Se encuentra en el centro histórico de la ciudad, cerca del bazar y entre la mezquita de Selimiye y la Vieja mezquita. El nombre hace referencia al inusual minarete con tres balcones (en turco: üç şerefeli).
El arquitecto de la mezquita no se conoce. Está construida con mármol de Burgaz con una cúpula principal de 24 m de diámetro.  Cuando se construyó la cúpula era la más grande de cualquier edificio otomano. La mezquita quedó severamente dañada por un incendio en 1732 y por un terremoto en 1748, pero fue reparada por orden de Mahmud I.
Los dos paneles azul y turquesa de azulejos vidriados pintados en los tímpanos de las ventanas probablemente fueron producidos por el mismo grupo de tejeros que habían decorado la mezquita Yeşil (1419-1421) en Bursa, donde los azulejos están firmados como «el trabajo de los maestros de Tabriz» (ʿamal-i ustadan-i Tabriz).  El patrón de cenefas florales de influencia china es similar a los de la pequeña mezquita Muradiye en Edirne.
En la obra Şakaiki Numaniye, Taş Köprü Zade relata cómo Ciertos malditos sin importancia fue'ron quemados hasta su muerte por Mahmut Paşa que accidentalmente se quemó su barba en el proceso.

## Galería de imágenes

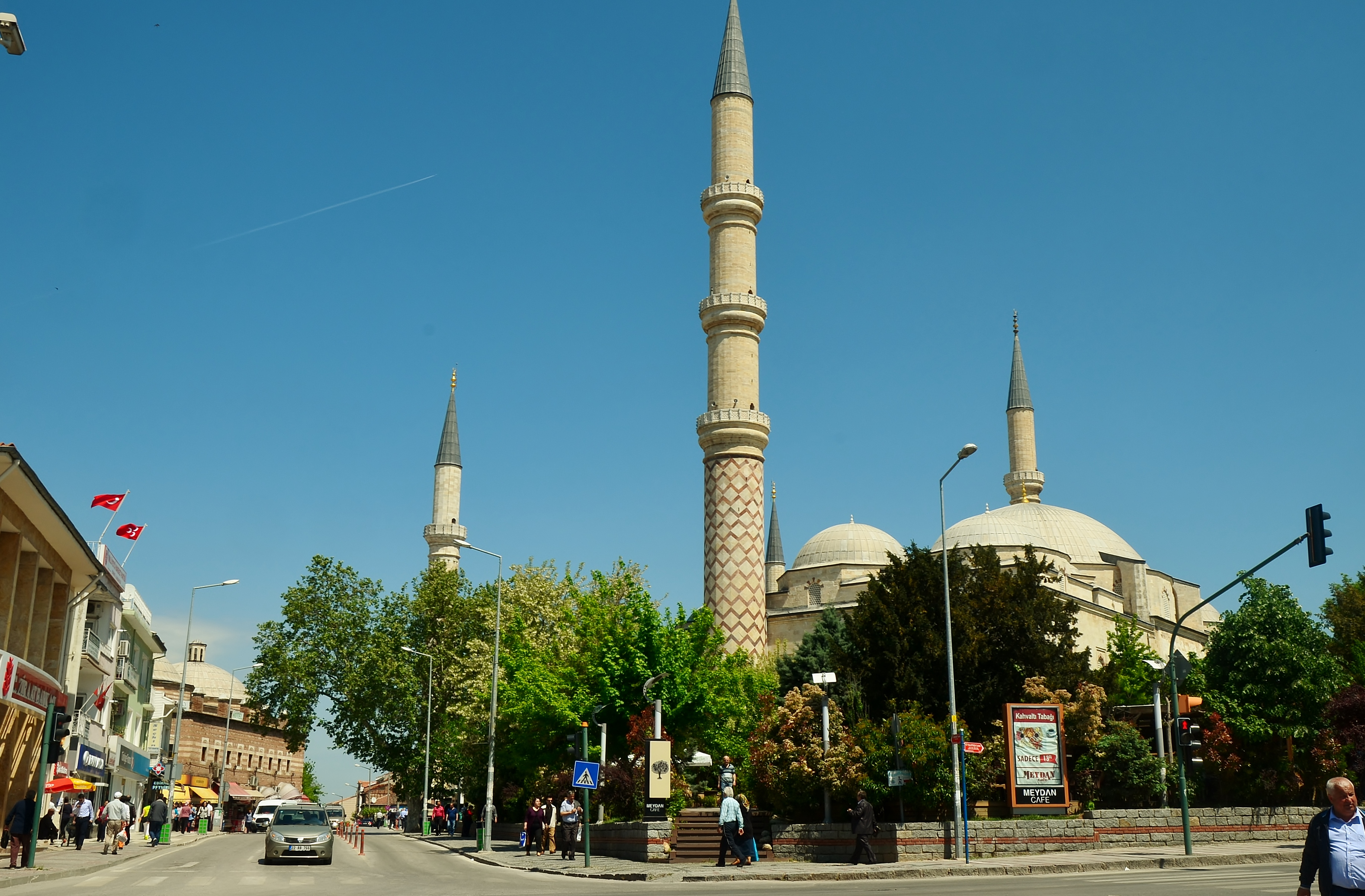
Exterior de la mezquita
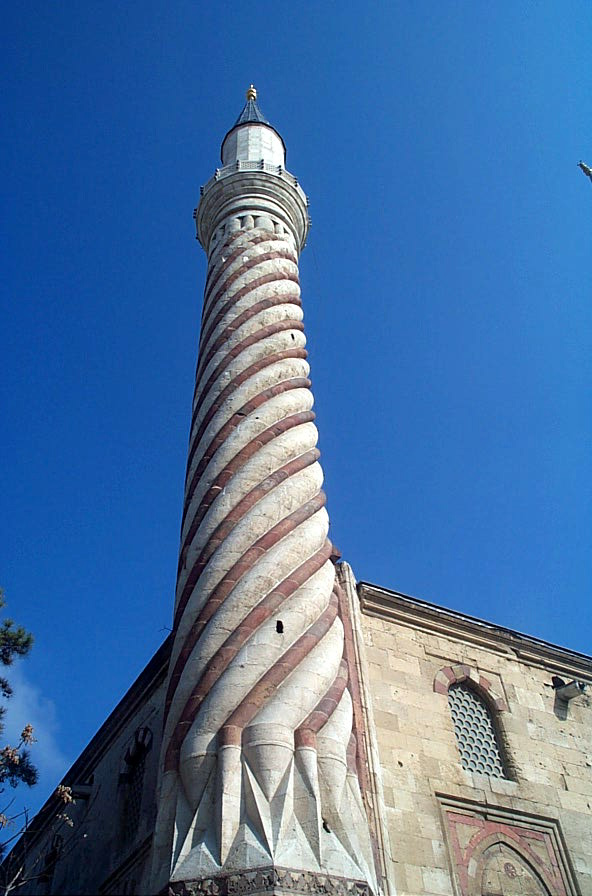
Minarete
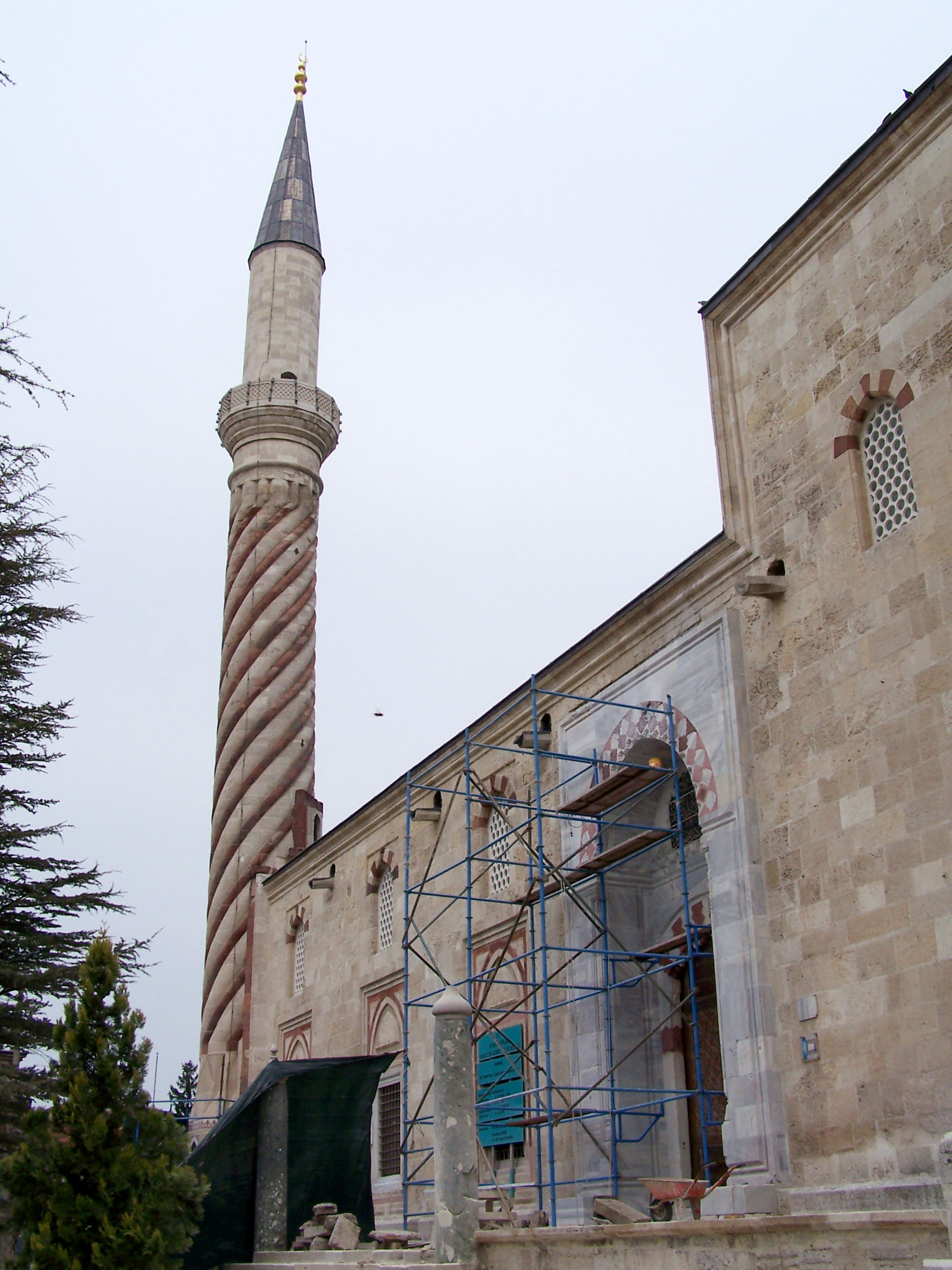
Minarete
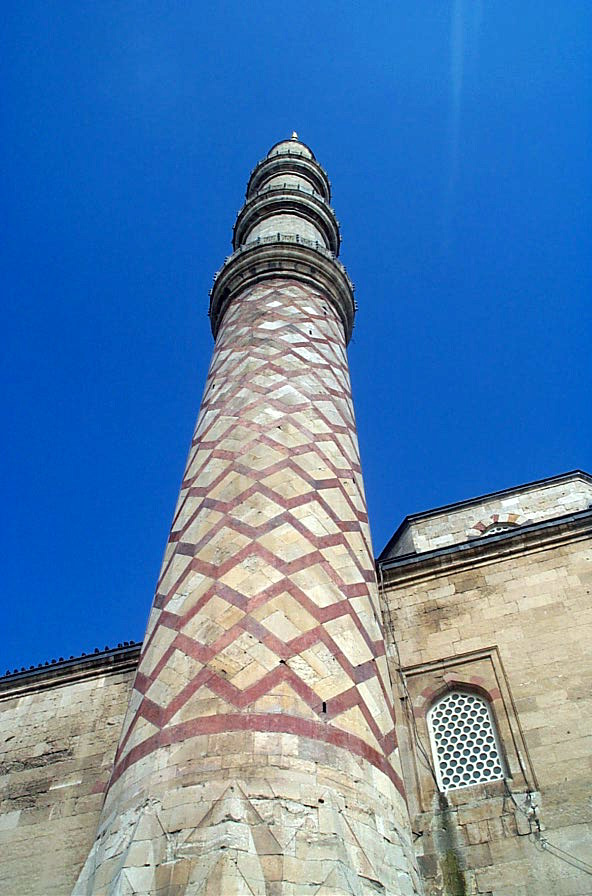
Minarete

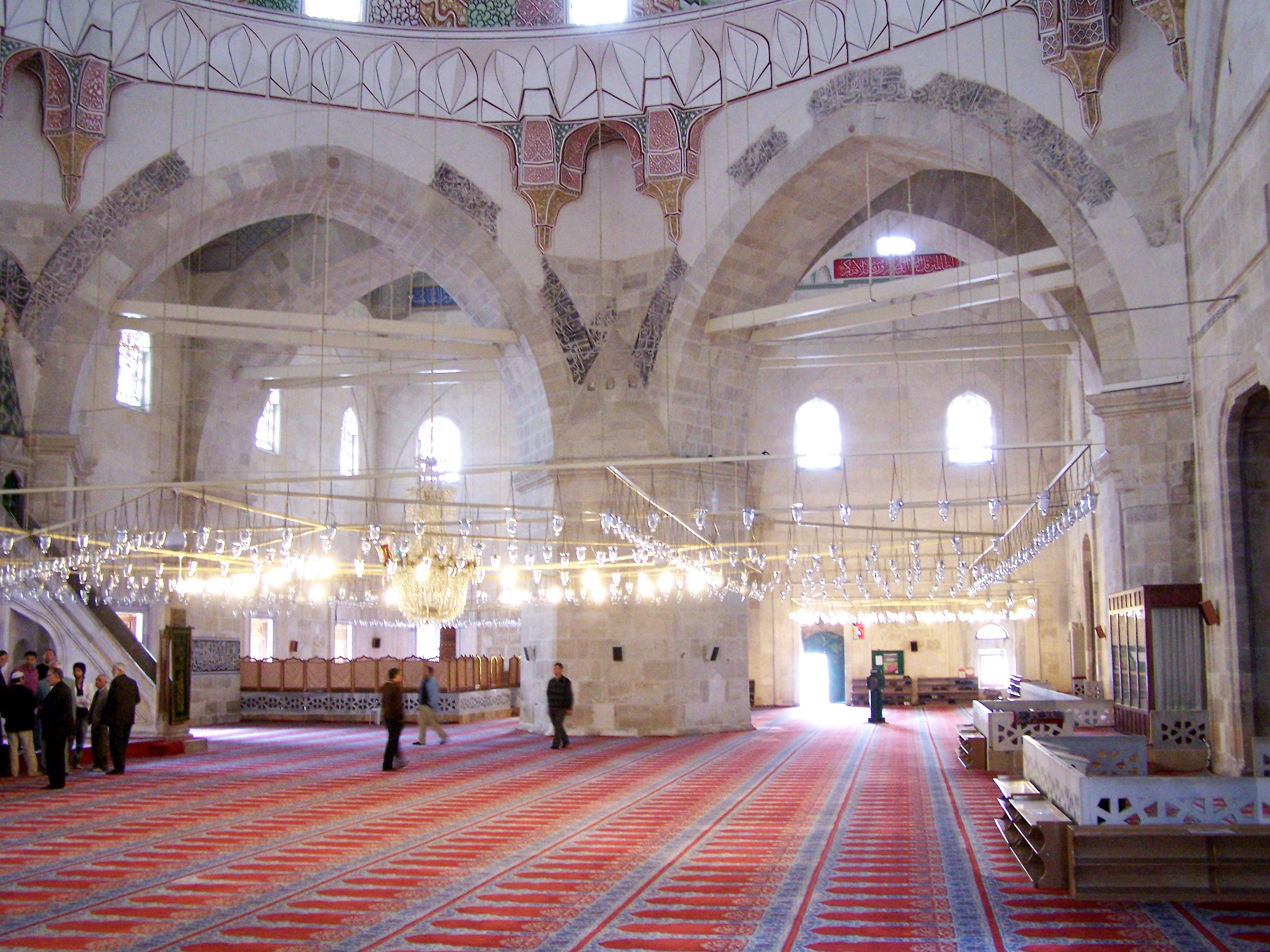
Interior
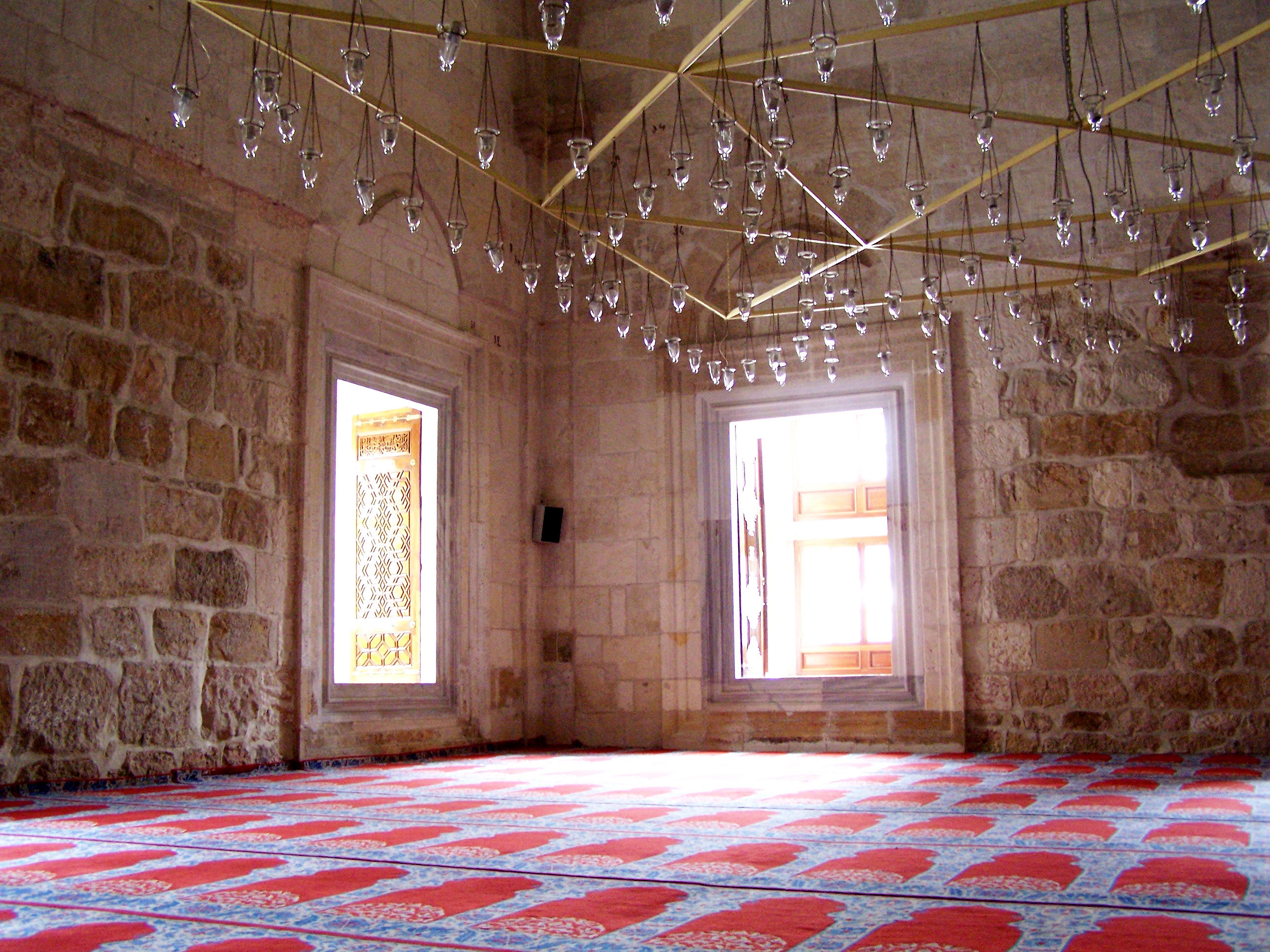
Interior
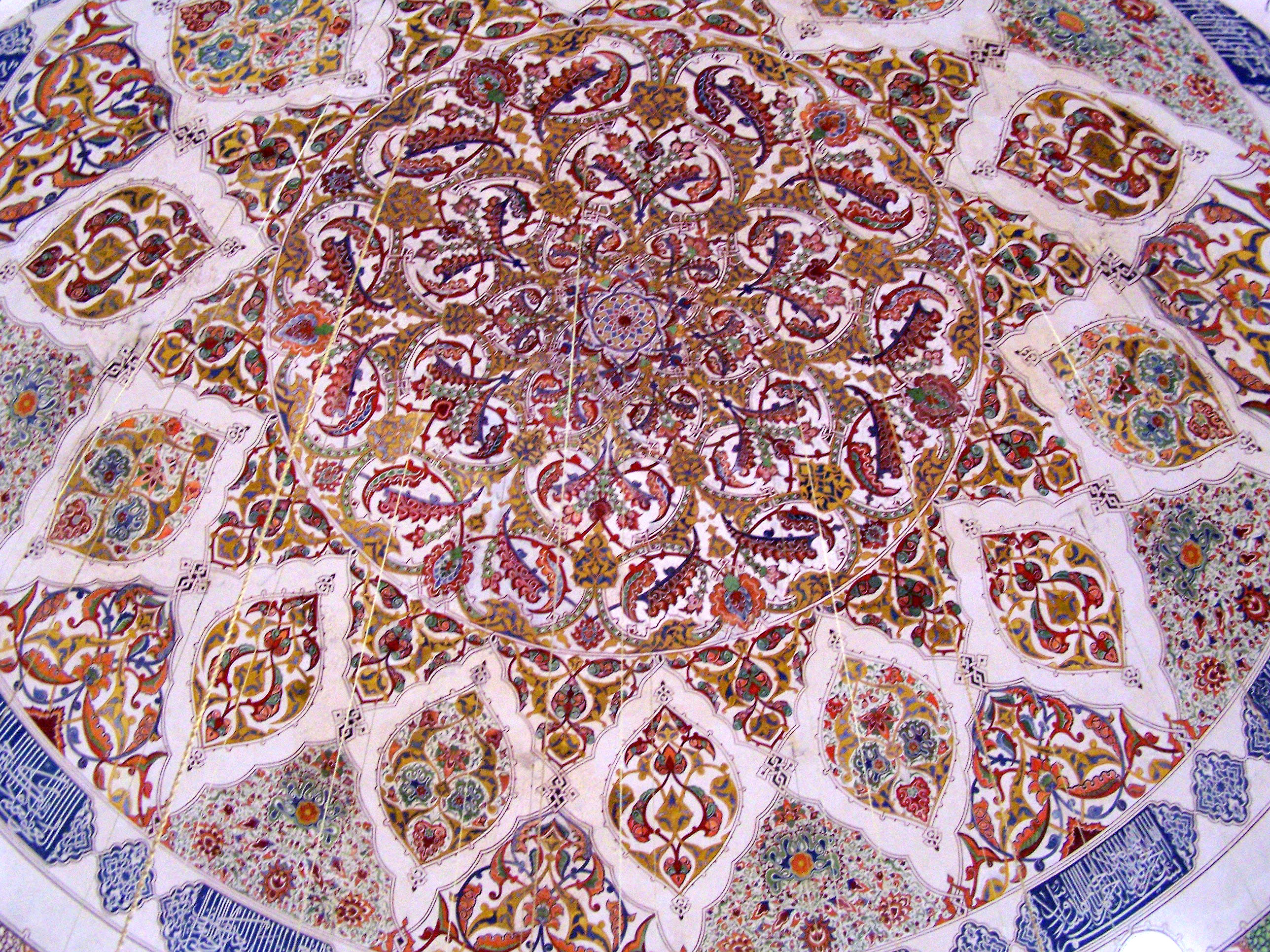
Cúpula central
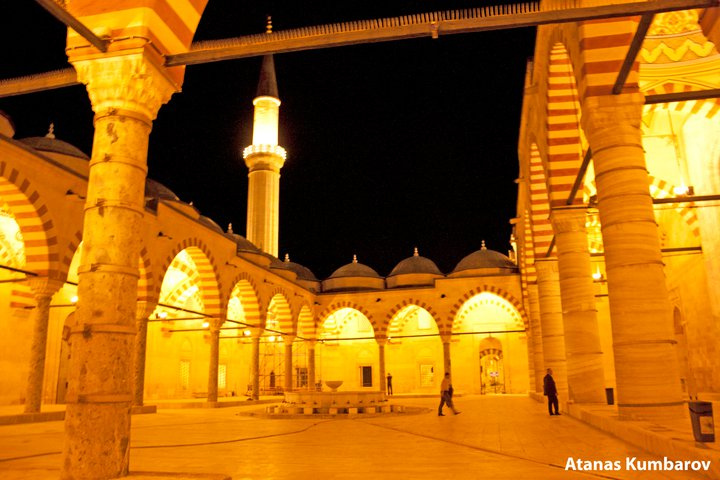
El patio interior